# Asterostomella roureae
Asterostomella roureae är en svampart som beskrevs av Petr. 1959. Asterostomella roureae ingår i släktet Asterostomella och familjen Asterinaceae.   Inga underarter finns listade i Catalogue of Life.